# عبد الوهاب الديلمي
الدكتور عبد الوهاب بن لطف الديلمي (1938 في ذمار في اليمن - 26 مايو 2021) هو وزير العدل اليمني السابق، اشتهر محلياً بالفتوى الشهيرة فتوى الديلمي خلال حرب 1994 الأهلية في اليمن، التي نفاها لاحقاً واعتبرها مجرد إشاعات بدون دليل في ديسمبر 2007 في صحيفة 26 سبتمبر.

## تاريخه التعليمي
الدكتور عبد الوهاب الديلمي متزوج وله 12 ولداً من الذكور والإناث وتوفيت والدته وعمره سنتين.
بدأ دراسته في الكتاتيب في قريته ثم انتقل لصنعاء والتحق بالدراسة في دار العلوم، ثم انتقل للدراسة في القاهرة للدارسة في الأزهر بعد قيام الثورة في شمال اليمن عام 1962 ليكمل دراسته الثانوية وبعدها درس في معهد لبحوث الإسلامية ثم كلية أصول الدين.
انتقل بعدها ليعمل مدرساً في السعودية وأيضاً ليدرس في كلية الشريعة بالجامعة الإسلامية بالمدينة المنورة، ودرس الماجستير في جامعة أم القرى في مكة المكرمة عام 1978، ثم حصل على الدكتوراه من جامعة الإمام محمد بن سعود الإسلامية في الرياض عام 1984.
وهو صاحب فتوى الديلمي التي أباحت قتل الجنوبيين بحجة أنهم ارتدوا وكفروا مما تسبّب بقتل أكثر من عشرة آلاف جنوبي في حرب 1994 مما جعله في نظر الجنوبيين مجرم حرب .

## تاريخه المهني
1. عضواً في مجلس النواب من عام 1986-1993م.
2. وزيراً للعدل في الجمهورية اليمنية من 1994-1997م.
3. مديراً لجامعة الإيمان لمدة عشر سنوات ومدرساً بها.

## مؤلفاته
1. معالم الدعوة في قصص القرآن الكريم.
2. العمل الجماعي – محاسنه وجوانب النقص فيه.
3. قضايا تهم المرأة المسلمة.
4. ضوابط الفتوى – في ضوء الكتاب والسنة، ومنهج السلف الصالح.
5. منهج العقيدة الإسلامية – في ضوء الكتاب والسنة.
6. عوامل الافتراق في العمل الإسلامي.
7. العدل – في ضوء الكتاب والسنة (تحت الطبع).
8. تحقيق كتاب: (الأدلة الجلية –في تحريم النظر إلى المرأة الأجنبية) لابن الأمير.
9. تحقيق كتاب: (الإيضاح والبيان في تحقيق عبارات قصص القرآن) لابن الأمير.
10. مجموعة من الخطب، والمقالات، تُعدّ للإخراج.

## وفاته
توفي يوم الأربعاء 26 مايو 2021 ميلاديًّا، الموافق 13 شوال 1442 هجريًّا، عن عمر ناهز 83 عامًا، مُتأثرًا بإصابته بمرض فيروس كورونا. ونعته وزارة الأوقاف اليمنية في بيان لها جاء فيه: «ننعى إلى الشعب اليمني والأمة الإسلامية، فضيلة العلامة الدكتور عبد الوهاب بن لطف الديلمي، الذي وافته المنية يومنا، هذا الأربعاء 14 من شوال 1442 هجرية الموافق 26 من مايو 2021م متأثراً بإصابته بفيروس (كورونا)، رحمه الله ورفع درجته في عليين، وأخلف على شعبنا اليمني وأمتنا الإسلامية بخير»